# Бекет (Абайская область)
Бекет (каз. Бекет) — село в Маканчинском районе Абайской области Казахстана. Входит в состав Каратальского сельского округа. Код КАТО — 636469300.

## Население
В 1999 году население села составляло 589 человек (292 мужчины и 297 женщин). По данным переписи 2009 года, в селе проживали 394 человека (197 мужчин и 197 женщин).